# Lias (Cassa)
Lias ist eine osttimoresische Siedlung im Suco Cassa (Verwaltungsamt Ainaro, Gemeinde Ainaro).

## Geographie und Einrichtungen
Lias ist ein Dorf im Nordosten der Aldeia Civil, in einer Meereshöhe von 174 m. Durch das Dorf führt die Überlandstraße von Cassa, dem Hauptort des Sucos, zur Gemeindehauptstadt Ainaro im Norden. Nordöstlich fließt der Buronuno, ein Nebenfluss des Belulik und Grenze zum Suco Suro-Craic. Südlich liegt an der Überlandstraße in direkter Nachbarschaft das Dorf Civil, nördlich das Dorf Betama.
In Lias befindet sich eine Grundschule.